# Джейкоб Броновскі
Джейкоб Броновскі (Jacob Bronowski; 18 січня 1908, Лодзь — 22 серпня 1974, Іст-Хемптон, штат Нью-Йорк) — британський математик, біолог та історик науки. Відомий як автор документального серіала виробництва BBC «Сходження людини» (The Ascent of Man, 1973), а також книжки з тією ж назвою.
Народився в єврейській родині. Під час Певшої світової війни його сім'я переїхала в Німеччину, а в 1920 році в Англію. Він отримав докторську ступінь з математики в 1933 році в Кембриджському університеті. З 1934 по 1942 рік викладав математику в Університеті міста Кінгстон-апон-Галл.
Під час другої світової війни Броновскі працював над математичними підходам до стратегій бомбардувань для військово-повітряних сил Великої Британії. В кінці війни був включений у групу британських експертів, які відвідали Японію для вивчення наслідків атомних бомбардувань Хіросіми і Нагасакі. Цей досвід підштовхнув його, як і багатьох фізиків того часу, включаючи його друга Лео Сіларда, до вивчення біології для розуміння природи жорстокості. З 1964 року Броновскі був асоційованим директором Інституту Салка.
Броновскі також писав вірші та досліджував творчість англійського поета Вільяма Блейка. 